# Шарле, Франц
Франц Шарле (фр. Frantz Charlet; 1862—1928) — бельгийский художник, мастер офорта и литограф.
Импрессионист, был одним из основателей группы Les XX. Учился в Королевской академии изящных искусств в Брюсселе с 1872 по 1873 год и с 1876 по 1881 год; среди его однокурсников были Эжен Броерман, Франсуа-Жозеф Халкетт, Тео ван Риссельберг и Родольф Вайтсман, а его учителем был Жан-Франсуа Портальс.

## Галерея

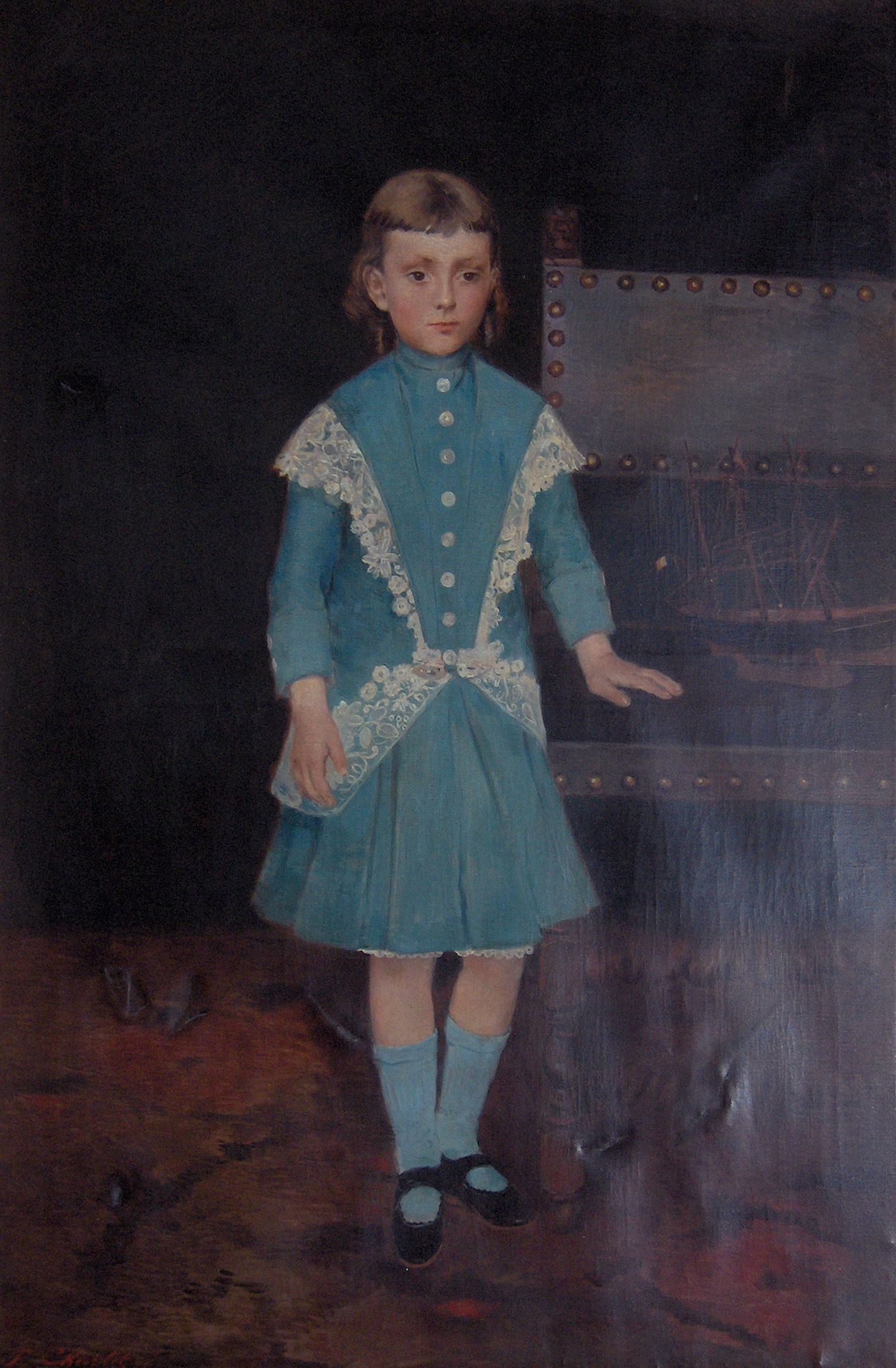
Молодая девушка, картина маслом
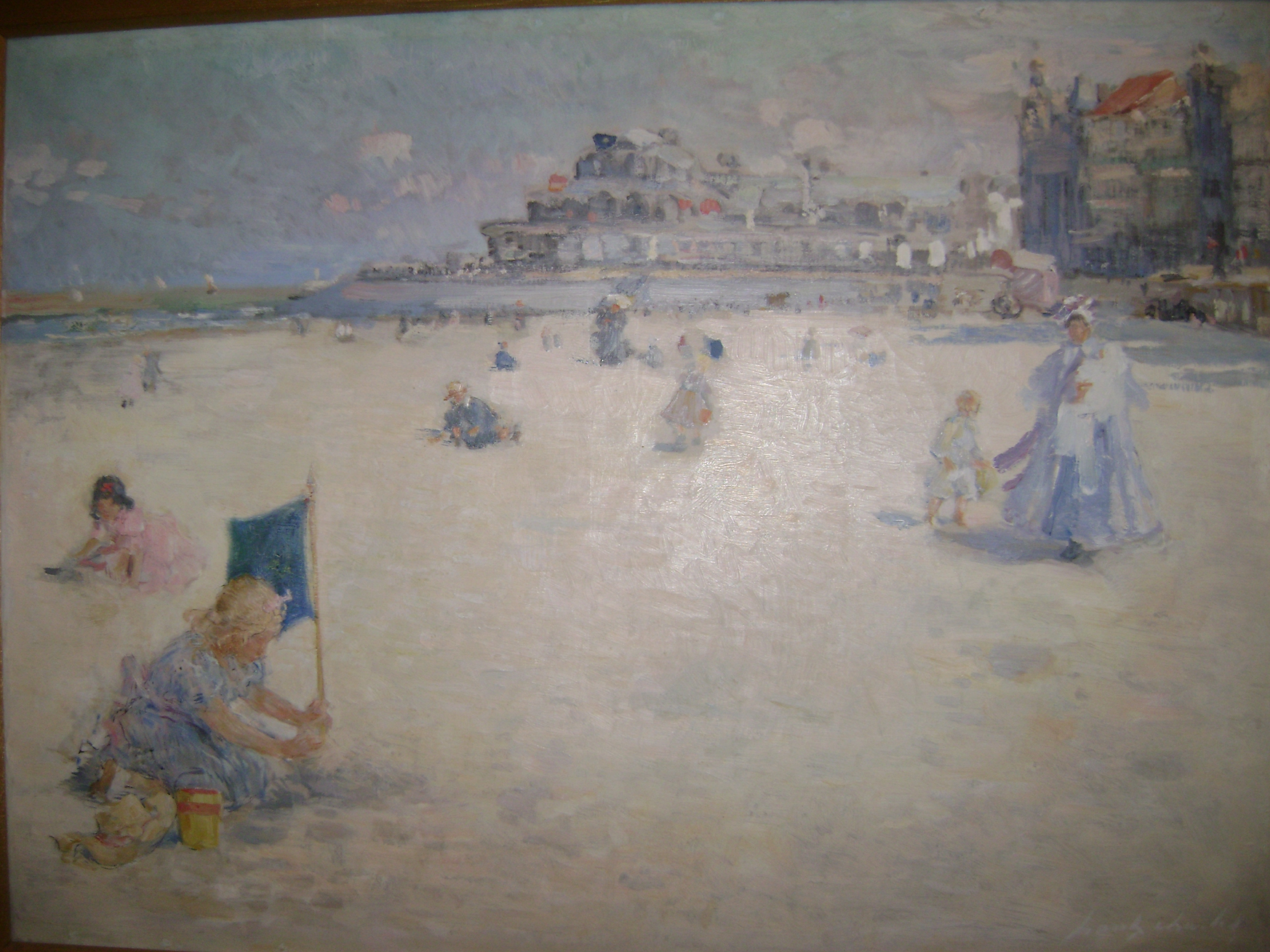
Cursal d'Ostende, 1922, Musée d'Ixelles
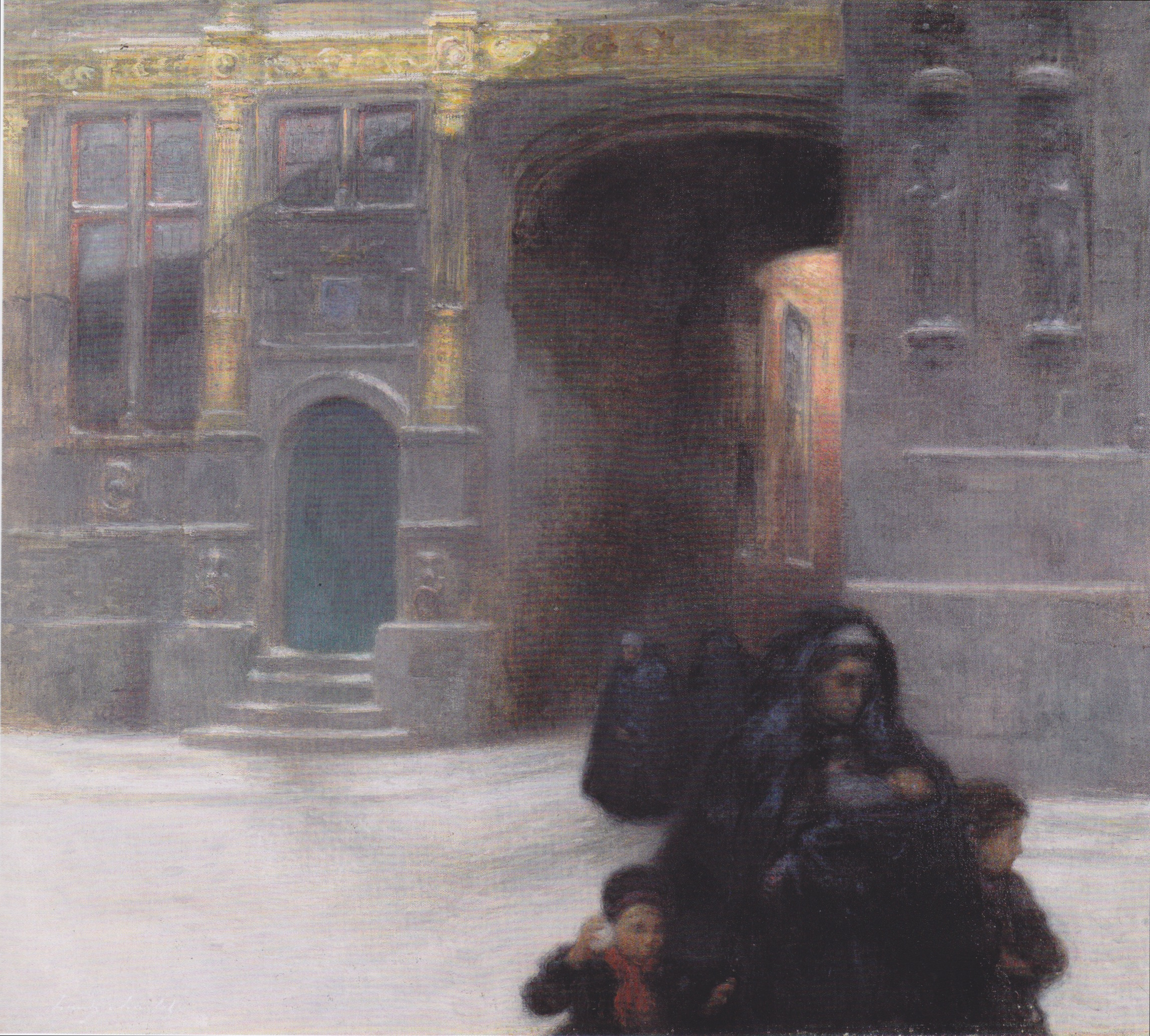
Die Goldenen Häuser von Brügge, oil on canvas